# Список Героев Социалистического Труда (Киракосян — Князькин)
Эта страница является частью списка Героев Социалистического Труда и перечисляет в алфавитном порядке лиц, удостоенных звания Героя Социалистического Труда, чьи фамилии начинаются с буквы «К», от Киракосян до Князькин.
- Список не включает дважды и трижды Героев Социалистического Труда, а также лиц, лишённых этого звания.
- Список содержит информацию о датах жизни, роде деятельности и дате присвоения звания Героя.
- Герои, удостоенные звания посмертно, выделены в списке  серым цветом .
- Герои, сменившие фамилию после присвоения звания, приводятся в списках дважды, при этом строка с новой фамилией выделяется  бежевым цветом  и не имеет номера.

## Список людей, фамилии которых начинаются с «К»
| Навигационная таблица | Навигационная таблица |
| --------------------- | --------------------- |
| «К»                   | Кабаидзе — Капычина   |
| «К»                   | Кара — Каюшкина       |
| «К»                   | Квакуша — Киптев      |
| «К»                   | Киракосян — Князькин  |
| «К»                   | Кобаидзе — Колядо     |
| «К»                   | Команов — Корякина    |
| «К»                   | Косарев — Коюнлиев    |
| «К»                   | Кравец — Ксоврели     |
| «К»                   | Куандыков — Кулян     |
| «К»                   | Кумаков — Кяяник      |

| №          | Фамилия, имя, отчество          | Даты жизни              | Деятельность | Дата присвоения | ГС         |
| ---------- | ------------------------------- | ----------------------- | --- | --------------- | ---------- |
| 1          | Киракосян Торгом Степанович     | 29.11.1908 — ????       | Председатель исполнительного комитета Шаумяновского районного Совета депутатов трудящихся Армянской ССР                                                                                              | 16.10.1953      | [ ГС 1 ]   |
| 2          | Киреев Андрей Иванович          | 05.05.1923 — 1976       | Комбайнёр-тракторист совхоза «Константиновский» Вишнёвского района Целиноградской области | 23.06.1966      | [ ГС 2 ]   |
| 3          | Киреев Арслан Идиятович         | 26.09.1908 — 14.06.1952 | Комбайнёр Чишминской МТС Башкирской АССР | 20.06.1951      | [ ГС 3 ]   |
| 4          | Киреев Николай Иванович         | 03.12.1933 — 05.11.2008 | Водитель автомобиля Есильского автотранспортного экспедиционного предприятия Министерства автомобильного транспорта Казахской ССР, Тургайская область                                                | 03.03.1980      | [ ГС 4 ]   |
| 5          | Киреев Шаймухамед Шагизиганович | 05.06.1922 — 26.02.1993 | Раскряжёвщик Уфалейского леспромхоза Министерства лесной и деревообрабатывающей промышленности СССР, Челябинская область                                                                             | 07.05.1971      | [ ГС 5 ]   |
| 6          | Киреева Александра Петровна     | 12.06.1926 — 2000       | Телятница совхоза «Кавельщинский» Бельского района Калининской области | 22.03.1966      | [ ГС 6 ]   |
| 7          | Кирейко Борис Павлович          | 17.01.1939 — 06.10.2002 | Звеньевой колхоза «Маяк» Новозыбковского района Брянской области | 11.12.1973      | [ ГС 7 ]   |
| 8          | Киренский Леонид Васильевич     | 07.04.1909 — 03.11.1969 | Директор Института физики Сибирского отделения Академии наук СССР, академик АН СССР, гор. Красноярск                                                                                                 | 13.03.1969      | [ ГС 8 ]   |
| 9          | Кириенко Владимир Николаевич    | 16.04.1929 — 29.06.2020 | Тракторист колхоза «Победа» Бурлинского района Уральской области | 10.12.1973      | [ ГС 9 ]   |
| 10         | Кириенко Илья Кондратьевич      | 07.1907 — 1967          | Председатель колхоза имени Парижской Коммуны Тулунского района Иркутской области | 11.01.1957      | [ ГС 10 ]  |
| 11         | Кириенко Фёдор Яковлевич        | 17.09.1905 — 25.11.1961 | Директор овцеводческого совхоза «Меркенский» Министерства совхозов СССР, Меркенский район Джамбулской области                                                                                        | 03.05.1948      |            |
| 12         | Кириёнок Николай Сергеевич      | 1931 — 13.08.1994       | Бригадир комплексной бригады управления «Промстрой» № 4 треста «Новотроицкметаллургстрой» Министерства строительства предприятий тяжёлой индустрии СССР, гор. Новотроицк Оренбургской области        | 10.01.1974      | [ ГС 11 ]  |
| 13         | Кирикович Александр Григорьевич | 25.10.1927 — 08.01.2006 | Проходчик шахтостроительного управления № 1 треста «Бокситострой», Свердловская область | 11.08.1966      | [ ГС 12 ]  |
| 13.000001  | Кириленко Анна Павловна         | род. 1930               | Звеньевая Узинского свеклосовхоза Министерства пищевой промышленности СССР, Белоцерковский район Киевской области                                                                                    | 30.04.1948      |            |
| 14         | Кириленко Владимир Михайлович   | 10.10.1939 — 25.06.2009 | Звеньевой совхоз «Рогинь» Буда-Кошелёвского района Гомельской области | 12.04.1979      | [ ГС 13 ]  |
| 15         | Кириленко Иван Александрович    | 25.03.1911 — 01.10.1971 | Председатель колхоза «Коминтерн» Бобринецкого района Кировоградской области | 22.03.1966      | [ ГС 14 ]  |
| 16         | Кириленко Мария Ивановна        | 10.09.1935 — 29.05.1990 | Старшая свинарка совхоза «Советский» Булаевского района Северо-Казахстанской области | 22.03.1966      | [ ГС 15 ]  |
| 17         | Кириленко Фёдор Петрович        | 1886—1955               | Старший чабан колхоза «Пробуждение» Ново-Покровского района Семипалатинской области | 23.07.1948      | [ ГС 16 ]  |
| 18         | Кирилихин Яков Тимофеевич       | 07.10.1917 — 28.07.2009 | Председатель колхоза имени Ильича Красногвардейского района Белгородской области | 23.12.1976      | [ ГС 17 ]  |
| 19         | Кирилишин Константин Миронович  | 12.08.1928 — 1997       | Бригадир комплексной бригады строительного управления № 3 треста «Днепрохимстрой» Министерства строительства Украинской ССР, Днепропетровская область                                                | 08.08.1964      | [ ГС 18 ]  |
| 20         | Кириллов Анатолий Семёнович     | 31.12.1924 — 30.03.1987 | Начальник 1-го управления научно-исследовательского испытательного полигона № 5 Министерства обороны СССР, подполковник, Кзыл-Ординская область                                                      | 17.06.1961      | [ ГС 19 ]  |
| 21         | Кириллов Василий Яковлевич      | 1898—1974               | Председатель колхоза имени Ворошилова Прокопьевского района Кемеровской области | 25.02.1949      |            |
| 22         | Кириллов Владимир Андреевич     | 28.08.1925 — 20.08.1999 | Капитан дизель-электрохода «Ленин» Волжского объединённого речного пароходства Министерства речного флота РСФСР, гор. Горький                                                                        | 13.05.1977      | [ ГС 20 ]  |
| 23         | Кириллов Иван Алексеевич        | 29.01.1924 — 18.09.1989 | Тракторист совхоза имени Куйбышева Данковского района Липецкой области | 08.04.1971      | [ ГС 21 ]  |
| 24         | Кириллов Николай Харлампович    | 1932 — ????             | Бригадир проходчиков горных выработок шахты № 2 «Великомостовская» треста «Червоноградуголь» комбината «Укрзападуголь» Министерства угольной промышленности Украинской ССР, Львовская область        | 29.06.1966      | [ ГС 22 ]  |
| 25         | Кириллов Пётр Михайлович        | 22.06.1922 — 26.05.2008 | Главный конструктор Московского конструкторского бюро «Стрела» Министерства радиопромышленности СССР                                                                                                 | 19.09.1968      | [ ГС 23 ]  |
| 26         | Кириллова Васса Ивановна        | 19.01.1920 — 13.01.2011 | Комбайнёр совхоза «Озернинский» Викуловского района Тюменской области | 23.06.1966      | [ ГС 24 ]  |
| 27         | Кириллова Евдокия Федотовна     | 15.04.1927 — 01.07.2005 | Старшая птичница колхоза «Ленинский путь» Бакалинского района Башкирской АССР | 22.03.1966      | [ ГС 25 ]  |
| 28         | Кирилюк Александр Дмитриевич    | 10.11.1916 — ????       | Бригадир колхоза «Новая жизнь» Флорештского района Молдавской ССР | 30.04.1966      | [ ГС 26 ]  |
| 29         | Кирилюк Макар Александрович     | 02.04.1912 — 1988       | Председатель колхоза имени Коминтерна Деражнянского района Хмельницкой области | 31.12.1965      | [ ГС 27 ]  |
| 30         | Кирилюк Николай Петрович        | 10.02.1929 — 03.01.1989 | Бригадир горнорабочих очистного забоя шахты № 21 треста «Советскуголь» комбината «Донецкуголь» Министерства угольной промышленности Украинской ССР, Донецкая область                                 | 29.06.1966      | [ ГС 28 ]  |
| 31         | Кирилюк Фёдор Кузьмич           | род. 1922               | Председатель колхоза имени Мичурина Маньковского района Черкасской области | 08.04.1971      | [ ГС 29 ]  |
| 32         | Кирилявичус Юозас Ионович       | 1907 — ????             | Бригадир колхоза «Тарибу Лиетува» Капсукского района Литовской ССР | 23.06.1966      |            |
| 33         | Киринович Иван Владимирович     | 12.01.1937 — 13.01.2005 | Тракторист совхоза «Осиповичский» Осиповичского района Могилёвской области | 23.06.1966      | [ ГС 30 ]  |
| 34         | Киричек Анна Петровна           | 1909 — ????             | Звеньевая свиноводческого совхоза «Вторая пятилетка» Министерства совхозов СССР, Ленинградский район Краснодарского края                                                                             | 11.05.1949      | [ ГС 31 ]  |
| 35         | Киричёк Василий Егорович        | 21.01.1940 — 03.04.2010 | Бригадир совхоза «Червонный» Куйбышевского района Кокчетавской области | 24.12.1976      | [ ГС 32 ]  |
| 36         | Киричек Григорий Иванович       | 26.06.1936 — 29.12.2005 | Звеньевой колхоза «За мир» Магдалиновского района Днепропетровской области | 22.12.1977      | [ ГС 33 ]  |
| 37         | Киричек Иван Иванович           | 1893 — ????             | Управляющий отделением Ново-Ивановского свеклосовхоза Министерства пищевой промышленности СССР, Близнюковский район Харьковской области                                                              | 30.04.1948      |            |
| 38         | Киричек Наталия Петровна        | 17.04.1927 — 09.02.2017 | Звеньевая колхоза «1 Мая» Марьинского района Сталинской области | 02.06.1950      | [ ГС 34 ]  |
| 39         | Кириченко Алексей Нестерович    | 10.05.1927 — 09.02.2004 | Первый секретарь Весёловского райкома Компартии Украины, Запорожская область | 08.12.1973      | [ ГС 35 ]  |
| 40         | Кириченко Андрей Сергеевич      | 15.10.1914 — ????       | Комбайнёр колхоза имени Крупской Каховского района Херсонской области | 23.06.1966      | [ ГС 36 ]  |
| 41         | Кириченко Василий Петрович      | 1911 — ????             | Комбайнёр колхоза «Победа» Ленгерского района Чимкентской области | 19.04.1967      | [ ГС 37 ]  |
| 42         | Кириченко Григорий Фёдорович    | 05.11.1912 — 05.02.1995 | Токарь Сумского машиностроительного завода имени М. В. Фрунзе Министерства химического и нефтяного машиностроения СССР                                                                               | 25.06.1966      | [ ГС 38 ]  |
| 43         | Кириченко Евдокия Антоновна     | 1906 — ????             | Доярка колхоза «Большевик» Золотоношского района Черкасской области | 08.02.1954      | [ ГС 39 ]  |
| 44         | Кириченко Иван Егорович         | 06.03.1930 — 28.04.2009 | Бригадир механизированной колонны строительного управления № 1 треста «Востокнефтепроводстрой» Министерства газовой промышленности СССР, Куйбышевская область                                        | 30.03.1971      | [ ГС 40 ]  |
| 45         | Кириченко Лука Романович        | 1895—1976               | Бригадир колхоза «Красный таманец» Северского района Краснодарского края | 06.05.1948      | [ ГС 41 ]  |
| 46         | Кириченко Николай Карпович      | 12.02.1923 — 12.08.1986 | Первый секретарь Одесского обкома Компартии Украины | 22.12.1977      | [ ГС 42 ]  |
| 47         | Кириченко Нина Александровна    | 20.01.1930 — 06.01.2019 | Учительница средней школы № 9, гор. Никополь Днепропетровской области | 27.06.1978      | [ ГС 43 ]  |
| 48         | Кириченко Фёдор Григорьевич     | 01.03.1904 — 04.06.1988 | Селекционер, директор Всесоюзного селекционно-генетического института имени Т. Д. Лысенко, Одесская область                                                                                          | 26.02.1958      | [ ГС 44 ]  |
| 49         | Кирия Геннадий Петрович         | 1907 — ????             | Директор совхоза имени Берия Министерства сельского хозяйства СССР, Гагрский район Абхазской АССР | 31.07.1950      | [ ГС 45 ]  |
| 50         | Кирия Орест Бегларович          | 1903 — ????             | Звеньевой колхоза «Коммунизм» Зугдидского района Грузинской ССР | 21.02.1948      | [ ГС 46 ]  |
| 51         | Кирия Яков Зосимович            | 1908 — ????             | Бригадир колхоза «Коммунизм» Зугдидского района Грузинской ССР | 21.02.1948      | [ ГС 47 ]  |
| 52         | Киркитадзе Галактион Несторович | 1904 — ????             | Звеньевой колхоза Ахали-Набиджи Кутаисского района Грузинской ССР | 21.02.1948      | [ ГС 48 ]  |
| 53         | Кирмандаев Фатхолла             | 1891 — 10.01.1966       | Старший табунщик колхоза «Чилий» Тургайского района Кустанайской области | 23.07.1948      | [ ГС 49 ]  |
| 54         | Кирнарский Абрам Менделевич     | 19.11.1909 — 12.1965    | Командир Краснознамённого 81-го восстановительного железнодорожного батальона, майор | 05.11.1943      | [ ГС 50 ]  |
| 55         | Кирнова Евдокия Гавриловна      | 15.09.1923 — 31.07.2004 | Трактористка совхоза «Новомартыновский» Мартыновского района Ростовской области | 08.04.1971      | [ ГС 51 ]  |
| 56         | Кирнос Ксения Антоновна         | 01.06.1915 — 08.08.2002 | Свинарка колхоза «8 марта» Днепропетровского района Днепропетровской области | 24.06.1949      | [ ГС 52 ]  |
| 57         | Кирпиченко Татьяна Ивановна     | 10.10.1927 — 19.01.2016 | Звеньевая колхоза имени Кирова Павлодарского района Павлодарской области | 28.03.1948      | [ ГС 53 ]  |
| 58         | Кирпичников Валентин Сергеевич  | 14.08.1908 — 14.11.1991 | Научный консультант Института цитологии Академии наук СССР, гор. Ленинград | 16.10.1990      | [ ГС 54 ]  |
| 59         | Кирсанов Михаил Иванович        | 01.09.1929 — 23.01.2008 | Шлифовщик завода автотракторной осветительной арматуры «Красный Октябрь» Министерства тракторного и сельскохозяйственного машиностроения СССР, Киржачский район Владимирской области                 | 03.01.1974      | [ ГС 55 ]  |
| 60         | Кирсанов Николай Васильевич     | 13.10.1914 — 03.02.2002 | Главный конструктор ОКБ имени А. Н. Туполева Министерства авиационной промышленности СССР, гор. Москва                                                                                               | 03.09.1981      | [ ГС 56 ]  |
| 61         | Кирсанов Фёдор Николаевич       | 1914 — ????             | Старший конюх колхоза имени Кирова Петровского района Куйбышевской области | 05.07.1949      |            |
| 62         | Кирсанова Нина Александровна    | 30.12.1898 — 16.07.1980 | Учительница средней школы № 24, гор. Ленинград | 07.03.1960      | [ ГС 57 ]  |
| 63         | Кирхенштейн Аугуст Мартынович   | 18.09.1872 — 03.11.1963 | Директор Института микробиологии Академии наук Латвийской ССР, вице-президент Академии наук Латвийской ССР, гор. Рига                                                                                | 17.09.1957      | [ ГС 58 ]  |
| 64         | Кирьяк Андрей Васильевич        | 1899—1967               | Бригадир колхоза имени Куйбышева Гагрского района Абхазской АССР | 03.05.1949      | [ ГС 59 ]  |
| 65         | Кирьян Василий Семёнович        | род. 1930               | Сталевар Макеевского металлургического завода имени С. М. Кирова Министерства чёрной металлургии Украинской ССР, Донецкая область                                                                    | 30.03.1971      |            |
| 66         | Кирьянен Розалия Ивановна       | род. 1923               | Мастер машинного доения коров совхоза «Тарту» Тартуского района Эстонской ССР | 10.02.1975      |            |
| 67         | Кирьянов Георгий Павлович       | 08.02.1929 — 09.09.2001 | Машинист турбохода «Металлург Курако» Черноморского морского пароходства Министерства морского флота СССР, гор. Одесса                                                                               | 04.05.1971      | [ ГС 60 ]  |
| 68         | Кирьянов Иван Иванович          | 27.04.1914 — ????       | Машинист котельного цеха ГЭС № 8 имени С. М. Кирова Ленэнерго Министерства энергетики и электрификации СССР, Тосненский район Ленинградской области                                                  | 04.10.1966      | [ ГС 61 ]  |
| 69         | Кирьянов Саврил Дмитриевич      | 12.10.1918 — 07.05.2006 | Слесарь Рижского электромашиностроительного завода Министерства электротехнической промышленности СССР, Латвийская ССР                                                                               | 08.08.1966      | [ ГС 62 ]  |
| 70         | Кирюхина Мария Семёновна        | 06.08.1919 — 05.06.1994 | Учительница средней школы № 871, гор. Москва | 01.07.1968      | [ ГС 63 ]  |
| 71         | Кирюшин Алексей Дмитриевич      | 1923—1977               | Председатель колхоза имени Куйбышева Рыбновского района Рязанской области | 08.01.1960      | [ ГС 64 ]  |
| 72         | Кирюшкин Иван Федотович         | 17.08.1924 — ????       | Бригадир тракторно-полеводческой бригады колхоза имени Калинина Володарского района Сталинской области                                                                                               | 26.02.1958      | [ ГС 65 ]  |
| 73         | Кирющенко Елена Никитична       | 1912 — ????             | Звеньевая зернового совхоза «Тихорецкий» Министерства совхозов СССР, Тихорецкий район Краснодарского края                                                                                            | 11.02.1949      |            |
| 74         | Кис Прасковья Николаевна        | 1918 — ????             | Звеньевая колхоза имени Ильича Коломакского района Харьковской области | 16.02.1948      | [ ГС 66 ]  |
| 75         | Кисарев Владимир Фёдорович      | 08.09.1928 — 01.05.1996 | Сталевар Криворожского металлургического завода имени В. И. Ленина Министерства чёрной металлургии Украинской ССР, Днепропетровская область                                                          | 22.03.1966      | [ ГС 67 ]  |
| 76         | Киселёв Анатолий Иванович       | 29.04.1938 — 09.06.2017 | Директор Машиностроительного завода имени М. В. Хруничева Министерства общего машиностроения СССР, гор. Москва                                                                                       | 30.12.1990      | [ ГС 68 ]  |
| 77         | Киселёв Василий Семёнович       | 19.12.1920 — 14.07.1972 | Бригадир колхоза имени 14-й годовщины Октября Высоковского района Московской области | 19.02.1948      | [ ГС 69 ]  |
| 78         | Киселёв Владислав Александрович | род. 26.06.1940         | Аппаратчик Калушского производственного объединения «Хлорвинил» имени 60-летия Великой Октябрьской социалистической революции Министерства химической промышленности СССР, Ивано-Франковская область | 03.06.1986      |            |
| 79         | Киселёв Иван Иванович           | 23.09.1917 — 12.07.2004 | Генеральный директор Горьковского автомобильного завода Министерства автомобильной промышленности СССР                                                                                               | 22.08.1966      | [ ГС 70 ]  |
| 80         | Киселёв Константин Петрович     | 14.09.1923 — 05.10.1996 | Директор совхоза «Большевик» Александрийского района Кировоградской области | 22.03.1966      | [ ГС 71 ]  |
| 81         | Киселёв Николай Григорьевич     | 18.12.1928 — 12.03.2019 | Машинист окараванивающей машины торфопредприятия «Пельгорское» Ленинградского торфяного треста Министерства топливной промышленности РСФСР, Тосненский район Ленинградской области                   | 11.03.1974      | [ ГС 72 ]  |
| 82         | Киселёв Серпион Кириллович      | 1892—1967               | Звеньевой колхоза имени Тельмана Заиграевского аймака Бурят-Монгольской АССР | 29.03.1948      | [ ГС 73 ]  |
| 83         | Киселёв Тихон Яковлевич         | 12.08.1917 — 11.01.1983 | Председатель Совета Министров Белорусской ССР, гор. Минск | 11.08.1977      | [ ГС 74 ]  |
| 84         | Киселёва Антонина Николаевна    | 25.02.1929 — 31.05.2009 | Доярка колхоза имени XIX съезда партии Аннинского района Воронежской области | 22.03.1966      | [ ГС 75 ]  |
| 85         | Киселёва Галина Михайловна      | 22.07.1929 — 21.04.2018 | Звеньевая колхоза «Родина» Буйского района Костромской области | 08.04.1971      | [ ГС 76 ]  |
| 85.000002  | Киселёва Екатерина Михайловна   | 1907 — 25.11.1989       | Бригадир племенного молочного совхоза «Караваево» Министерства совхозов СССР, Костромской район Костромской области                                                                                  | 25.08.1948      | [ ГС 77 ]  |
| 86         | Киселёва Мелания Ильинична      | род. 22.02.1941         | Доярка госплемзавода «Червоный шахтар» Криворожского района Днепропетровской области | 24.12.1976      | [ ГС 78 ]  |
| 87         | Киселёва Феодосия Фёдоровна     | 10.03.1914 — 1998       | Доярка колхоза «Рассвет» Кировского района Могилёвской области | 18.01.1958      | [ ГС 79 ]  |
| 88         | Кисель Николай Павлович         | род. 1925               | Бригадир колхоза имени 60-летия Великой Октябрьской социалистической революции Ахтырского района Сумской области                                                                                     | 22.12.1977      |            |
| 89         | Кисенко Иван Григорьевич        | 17.11.1905 — 26.03.1988 | Председатель колхоза «Победа» Покровского района Днепропетровской области | 08.04.1971      | [ ГС 80 ]  |
| 90         | Кисиль Анна Трофимовна          | 1917 — ????             | Звеньевая колхоза имени Петровского Марьинского района Сталинской области | 02.06.1950      | [ ГС 81 ]  |
| 91         | Кисиль Мария Степановна         | 1916 — ????             | Звеньевая колхоза имени Ульянова Грушковского района Одесской области | 25.09.1948      | [ ГС 82 ]  |
| 92         | Кисиль Матрёна Антоновна        | 1893 — ????             | Звеньевая колхоза имени Кирова Больше-Лепетихинского района Херсонской области | 21.08.1951      | [ ГС 83 ]  |
| 93         | Кисиль Пелагея Даниловна        | 1925 — ????             | Звеньевая свиноводческого совхоза Чернобаевского района Министерства совхозов СССР, Полтавская область                                                                                               | 06.04.1949      | [ ГС 84 ]  |
| 94         | Кисленко Нина Антоновна         | род. 1929               | Свинарка колхоза «Украина» Антрацитовского района Луганской области | 22.03.1966      | [ ГС 85 ]  |
| 95         | Кислица Антонина Васильевна     | 18.11.1940 — 28.08.2022 | Доярка колхоза «Дружба» Бузулукского района Оренбургской области | 06.09.1973      | [ ГС 86 ]  |
| 96         | Кислица Пётр Егорович           | 1894—1972               | Председатель колхоза «Заповит Ильича» Арбузинского района Николаевской области | 16.02.1948      | [ ГС 87 ]  |
| 97         | Кислицын Виктор Петрович        | род. 15.09.1926         | Машинист экскаватора Славянского специализированного участка «Донбассэнергостроймеханизация» треста «Донбассэнергострой» Министерства энергетики и электрификации СССР, Донецкая область             | 18.03.1976      |            |
| 98         | Кислицын Владимир Александрович | 14.07.1926 — 06.07.2007 | Кузнец Челябинского тракторного завода Министерства тракторного и сельскохозяйственного машиностроения СССР                                                                                          | 05.08.1966      | [ ГС 88 ]  |
| 99         | Кислый Антон Павлович           | 1909 — 1978             | Комбайнёр Азовской МТС Азовского района Ростовской области | 29.03.1952      | [ ГС 89 ]  |
| 100        | Кисляков Константин Сергеевич   | 13.07.1913 — 24.12.2000 | Токарь Харьковского турбинного завода имени С. М. Кирова Харьковского совнархоза | 28.05.1960      | [ ГС 90 ]  |
| 101        | Кисса Наталья Николаевна        | 26.09.1908 — 03.09.1990 | Капитан теплохода «Пионер» Азово-Черноморского пароходства, гор. Жданов Сталинской области | 07.03.1960      | [ ГС 91 ]  |
| 102        | Кисунько Григорий Васильевич    | 20.07.1918 — 11.10.1998 | Начальник отдела КБ-1 Министерства оборонной промышленности СССР | 20.04.1956      | [ ГС 92 ]  |
| 102.000003 | Кись Прасковья Елисеевна        | 1914 — ????             | Звеньевая колхоза имени Ильича Коломакского района Харьковской области | 16.02.1948      | [ ГС 93 ]  |
| 103        | Китаев Вячеслав Александрович   | 04.12.1932 — 10.07.2001 | Токарь-расточник Горьковского завода аппаратуры связи имени А. С. Попова Министерства радиопромышленности СССР                                                                                       | 26.04.1971      | [ ГС 94 ]  |
| 104        | Китаева Мария Петровна          | род. 28.07.1951         | Доярка совхоза имени 60-летия СССР агропромышленного объединения гор. Воронежа | 06.08.1990      | [ ГС 95 ]  |
| 105        | Китайкин Иван Степанович        | 30.06.1911 — 17.04.1971 | Бригадир колхоза «Россия» Ардатовского района Мордовской АССР | 23.06.1966      | [ ГС 96 ]  |
| 106        | Китапбаев Бошай                 | 02.09.1923 — 07.09.2015 | Председатель колхоза имени Ленина Большенарымского района Восточно-Казахстанской области | 08.04.1971      | [ ГС 97 ]  |
| 107        | Китченко Леонтий Иванович       | 17.09.1907 — 05.02.1985 | Директор свеклосовхоза «Индустриальный» Министерства пищевой промышленности СССР, Шевченковский район Харьковской области                                                                            | 30.04.1948      | [ ГС 98 ]  |
| 108        | Кихо Илья Тарасович             | 1914—1966               | Мастер паровозного депо Улан-Удэ Восточно-Сибирской железной дороги, Бурятская АССР | 01.08.1959      | [ ГС 99 ]  |
| 109        | Кичин Геннадий Андреевич        | 1926 — 01.03.1998       | Машинист тепловоза локомотивного депо Тюмень Свердловской железной дороги | 04.05.1971      | [ ГС 100 ] |
| 110        | Кишаев Датка Карович            | род. 15.02.1942         | Тракторист колхоза «Кубань» Прикубанского района Карачаево-Черкесской автономной области | 23.08.1990      | [ ГС 101 ] |
| 111        | Кишенёк Василий Лукич           | 15.04.1917 — ????       | Бригадир виноградарского совхоза имени Молотова Министерства пищевой промышленности СССР, Анапский район Краснодарского края                                                                         | 26.09.1950      | [ ГС 102 ] |
| 111.000004 | Кишкан Александра Михайловна    | 26.06.1925 — 04.05.1995 | Звеньевая колхоза имени Хрущёва Кицманского района Черновицкой области | 16.02.1948      | [ ГС 103 ] |
| 112        | Кишкентаев Тулеумурат           | 1891 — ????             | Старший чабан колхоза «Шилибугет» Иргизского района Актюбинской области | 07.10.1949      | [ ГС 104 ] |
| 113        | Кишкин Андрей Петрович          | 20.02.1924 — 13.10.1983 | Управляющий отделением зернового совхоза «Завьяловский» Министерства совхозов СССР, Тогучинский район Новосибирской области                                                                          | 01.04.1948      | [ ГС 105 ] |
| 114        | Киясь Иван Трофимович           | 20.07.1928 — 18.06.2015 | Машинист горного комбайна шахты № 22 треста «Снежнянантрацит» комбината «Артёмуголь» Министерства угольной промышленности Украинской ССР, Донецкая область                                           | 29.06.1966      | [ ГС 106 ] |
| 115        | Клавкина Александра Алексеевна  | 15.04.1914 — 11.05.1998 | Доярка колхоза «Новая жизнь» Белгородского района Белгородской области | 22.03.1966      | [ ГС 107 ] |
| 116        | Кладкин Василий Михайлович      | 10.01.1931 — 27.05.2003 | Директор совхоза «Томпонский» Томпонского района Якутской АССР | 27.08.1990      | [ ГС 108 ] |
| 116.000005 | Кладченко Тамара Игнатьевна     | род. 1928               | Звеньевая колхоза имени Орджоникидзе Лозовского района Харьковской области | 07.05.1948      |            |
| 117        | Клеванцов Пётр Ильич            | 18.09.1911 — 03.08.1986 | Начальник 12-й Шадринской дистанции пути Южно-Уральской железной дороги, Курганская область | 01.08.1959      | [ ГС 109 ] |
| 118        | Клевчук Прасковья Васильевна    | 1910 — 03.09.1993       | Доярка подсобного хозяйства «Горки-II» Звенигородского района Московской области | 19.12.1953      | [ ГС 110 ] |
| 119        | Клейман Владимир Леонидович     | 11.11.1930 — 07.04.2014 | Первый заместитель Генерального конструктора — заместитель начальника Конструкторского бюро машиностроения Министерства общего машиностроения СССР, Челябинская область                              | 17.02.1975      | [ ГС 111 ] |
| 120        | Клеймёнов Иван Терентьевич      | 11.04.1899 — 10.01.1938 | Директор Реактивного научно-исследовательского института № 3 Народного комиссариата оборонной промышленности СССР, военинженер 1-го ранга                                                            | 21.06.1991      | [ ГС 112 ] |
| 121        | Клеймёнов Семён Васильевич      | 26.04.1936 —            | Наладчик Волжского автомобильного завода имени 50-летия СССР Министерства автомобильной промышленности СССР, Куйбышевская область                                                                    | 29.12.1973      | [ ГС 113 ] |
| 122        | Клемент Фёдор Дмитриевич        | 12.06.1903 — 28.06.1973 | Ректор Тартуского университета, академик Академии наук Эстонской ССР | 13.03.1969      | [ ГС 114 ] |
| 123        | Клементьев Василий Михайлович   | 25.03.1913 — 10.06.1984 | Экскаваторщик производственного строительно-монтажного объединения «Куйбышевгидрострой» Министерства электростанций СССР, Куйбышевская область                                                       | 09.08.1958      | [ ГС 115 ] |
| 124        | Клементьев Иван Степанович      | 1928 — 28.10.1986       | Мастер Канского леспромхоза Министерства лесной, целлюлозно-бумажной и деревообрабатывающей промышленности СССР, Красноярский край                                                                   | 17.09.1966      | [ ГС 116 ] |
| 125        | Клепиков Георгий Николаевич     | 30.04.1914 — 30.01.1985 | Капитан теплохода «Николаевск» Камчатского управления морского флота Дальневосточного морского пароходства Министерства морского флота СССР, гор. Петропавловск-Камчатский                           | 29.07.1966      | [ ГС 117 ] |
| 126        | Клепикова Степанида Ефимовна    | 09.11.1917 — 15.09.1997 | Звеньевая колхоза имени Мичурина Алтайского района Алтайского края | 04.03.1948      | [ ГС 118 ] |
| 127        | Клёпов Андрей Сергеевич         | 1917 — ????             | Старший оператор Грозненского крекинг-завода Министерства нефтеперерабатывающей и нефтехимической промышленности СССР, Чечено-Ингушская АССР                                                         | 24.12.1965      | [ ГС 119 ] |
| 128        | Клестова Клавдия Ивановна       | 1932 — 30.09.1995       | Ткачиха Краснохолмского камвольного комбината Министерства текстильной промышленности РСФСР, гор. Москва                                                                                             | 16.01.1981      | [ ГС 120 ] |
| 129        | Клёцков Леонид Герасимович      | 12.05.1918 — 14.07.1997 | Первый секретарь Гродненского обкома Компартии Белоруссии | 27.12.1976      | [ ГС 121 ] |
| 130        | Клецов Степан Михайлович        | 20.12.1920 — 21.09.1977 | Председатель колхоза «Красный герой» Острогожского района Воронежской области | 07.05.1948      | [ ГС 122 ] |
| 131        | Клешня Марк Акимович            | 28.12.1899 — 1961       | Первый секретарь Шортандинского райкома Компартии Казахстана, Акмолинская область | 11.01.1957      | [ ГС 123 ] |
| 132        | Клещёв Михаил Петрович          | 20.09.1907 — 20.08.1976 | Председатель колхоза «Родина» Катайского района Курганской области | 22.03.1966      | [ ГС 124 ] |
| 133        | Кливленов Михаил Алексеевич     | 28.03.1925 — 01.07.2002 | Чабан совхоза «Купинский» Купинского района Новосибирской области | 22.03.1966      | [ ГС 125 ] |
| 134        | Кликанова Анна Петровна         | 04.10.1901 — 24.10.1974 | Звеньевая семеноводческого колхоза «Свобода» Пучежского района Ивановской области | 09.06.1950      | [ ГС 126 ] |
| 135        | Климанов Михаил Макарович       | 05.09.1906 — 05.09.1973 | Директор, начальник особого конструкторского бюро завода элементов электровакуумных приборов «Эмитрон» Министерства электронной промышленности СССР, гор. Москва                                     | 26.04.1971      | [ ГС 127 ] |
| 136        | Климасенко Леонид Сергеевич     | 22.02.1909 — 14.11.1974 | Бывший главный сталеплавильщик Кузнецкого металлургического комбината, ныне заместитель председателя Кемеровского совнархоза                                                                         | 19.07.1958      | [ ГС 128 ] |
| 137        | Климашин Фёдор Степанович       | 20.06.1930 — 21.08.2005 | Бригадир совхоза «Мирный» Приволжского района Куйбышевской области | 07.12.1973      | [ ГС 129 ] |
| 138        | Климбовский Александр Андреевич | 14.03.1927 — 24.04.2018 | Председатель колхоза имени Горького Атяшевского района Мордовской АССР | 23.06.1966      | [ ГС 130 ] |
| 139        | Клименко Александра Дмитриевна  | 1928 — ????             | Звеньевая Мало-Висковского свеклосовхоза Министерства пищевой промышленности СССР, Шевченковский район Кировоградской области                                                                        | 30.04.1948      | [ ГС 131 ] |
| 140        | Клименко Анна Петровна          | 1918 — ????             | Вязальщица Алма-Атинской трикотажной фирмы имени Дзержинского Министерства лёгкой промышленности Казахской ССР                                                                                       | 09.06.1966      | [ ГС 132 ] |
| 141        | Клименко Владимир Павлович      | 03.01.1929 — 07.03.2007 | Сталевар мартеновского цеха Ждановского металлургического комбината имени Ильича, Донецкая область                                                                                                   | 30.03.1971      | [ ГС 133 ] |
| 142        | Клименко Екатерина Андреевна    | род. 25.12.1933         | Директор детского дома № 2, гор. Бийск Алтайского края | 16.12.1987      | [ ГС 134 ] |
| 143        | Клименко Иван Аверьянович       | 02.05.1906 — 24.08.1968 | Бригадир тракторной бригады Станционной МТС Карабалыкского района Кустанайской области | 11.01.1957      | [ ГС 135 ] |
| 144        | Клименко Иван Петрович          | 1924 — ????             | Председатель колхоза «Днипро» Черкасского района Черкасской области | 28.02.1986      |            |
| 145        | Клименко Илларион Трофимович    | 1914—1997               | Управляющий отделением совхоза имени Шевченко Старобельского района Луганской области | 23.06.1966      | [ ГС 136 ] |
| 146        | Клименко Илья Петрович          | 28.07.1928 — 23.02.2016 | Бригадир совхоза «Кульминский» Кваркенского района Оренбургской области | 19.04.1967      | [ ГС 137 ] |
| 147        | Клименко Ксения Алексеевна      | 1903 — ????             | Звеньевая виноградарского совхоза «Абрау-Дюрсо» Министерства пищевой промышленности СССР, Краснодарский край                                                                                         | 26.09.1950      |            |
| 148        | Клименко Лидия Дмитриевна       | род. 19.03.1936         | Доярка колхоза имени Чапаева Новороссийского района Актюбинской области | 22.03.1966      | [ ГС 138 ] |
| 149        | Клименко Мария Николаевна       | 27.07.1927 — 04.01.2005 | Бригадир маляров специализированного управления № 9 строительно-монтажного треста № 122 Министерства строительства СССР, Алтайский край                                                              | 07.05.1971      | [ ГС 139 ] |
| 150        | Клименко Михаил Дмитриевич      | 1911 — ????             | Комбайнёр Тюпской МТС Иссык-Кульской области | 13.08.1951      | [ ГС 140 ] |
| 151        | Клименко Николай Иванович       | 09.07.1913 — 04.07.1990 | Комбайнёр Марьинской МТС Сталинской области | 26.04.1951      | [ ГС 141 ] |
| 152        | Клименко Прасковья Семёновна    | 1909 — ????             | Управляющая отделением совхоза «Люботинский» Харьковского района Харьковской области | 30.04.1966      |            |
| 153        | Клименок Максим Александрович   | 15.05.1902 — 04.11.1992 | Председатель колхоза имени Чапаева Глубокского района Витебской области | 30.04.1966      | [ ГС 142 ] |
| 154        | Климентьева Таисия Петровна     | 28.03.1930 — 17.12.2023 | Свинарка колхоза «Россия» Игринского района Удмуртской АССР | 08.04.1971      | [ ГС 143 ] |
| 155        | Климкин Дмитрий Фёдорович       | 09.09.1910 — 14.07.1968 | Звеньевой колхоза имени Кирова Майминского района Горно-Алтайской автономной области | 20.05.1949      | [ ГС 144 ] |
| 156        | Климков Пётр Дмитриевич         | 23.12.1923 — 22.09.1997 | Помощник мастера Витебского коврового комбината Министерства лёгкой промышленности Белорусской ССР                                                                                                   | 09.06.1966      | [ ГС 145 ] |
| 157        | Климов Алексей Андреевич        | 1924 — 07.04.1992       | Тракторист колхоза «Россия» Александровского района Ставропольского края | 23.06.1966      | [ ГС 146 ] |
| 158        | Климов Борис Николаевич         | 07.11.1928 — 05.04.2011 | Директор совхоза «Станционный» Комсомольского района Кустанайской области | 10.12.1973      | [ ГС 147 ] |
| 159        | Климов Владимир Николаевич      | род. 27.07.1935         | Заместитель генерального конструктора — начальника Конструкторского бюро общего машиностроения имени В. П. Бармина Министерства общего машиностроения СССР, гор. Москва                              | 22.04.1991      | [ ГС 148 ] |
| 160        | Климов Иван Ванифатьевич        | 16.10.1935 — 30.05.2009 | Механизатор конного завода № 9, Пермский район Пермской области | 15.12.1972      | [ ГС 149 ] |
| 161        | Климов Иван Семёнович           | 1897 — 12.1969          | Звеньевой колхоза «Моряк» Череповецкого района Вологодской области | 18.03.1948      | [ ГС 150 ] |
| 162        | Климов Михаил Трофимович        | род. 30.01.1929         | Помощник мастера, наставник молодёжи Оршанского льнокомбината Министерства лёгкой промышленности Белорусской ССР, Витебская область                                                                  | 04.03.1976      | [ ГС 151 ] |
| 163        | Климов Николай Григорьевич      | 1912 — ????             | Начальник паровозного депо Красноармейское Донецкой железной дороги, Сталинская область | 01.08.1959      | [ ГС 152 ] |
| 164        | Климова Александра Григорьевна  | 1912 — ????             | Доярка колхоза «Пятилетка» Епифанского района Тульской области | 27.12.1957      |            |
| 165        | Климова Александра Павловна     | 26.04.1926 — 04.08.1993 | Мастер производственного обучения городского профессионально-технического училища № 3, гор. Пермь | 20.07.1971      | [ ГС 153 ] |
| 166        | Климченко Евгений Иванович      | 05.03.1924 — 22.11.1989 | Слесарь-лекальщик Минского тракторного завода Министерства тракторного и сельскохозяйственного машиностроения СССР                                                                                   | 05.08.1966      | [ ГС 154 ] |
| 167        | Климченков Михаил Михайлович    | 30.03.1930 — 28.10.2000 | Старший офицер отдела Главного управления эксплуатации ракетного вооружения Ракетных войск стратегического назначения СССР, подполковник, Московская область                                         | 29.08.1969      | [ ГС 155 ] |
| 168        | Климчук Трофим Степанович       | 17.02.1899 — ????       | Председатель колхоза имени Ленина Кантского района Киргизской ССР | 31.12.1965      | [ ГС 156 ] |
| 169        | Клиндух Афанасий Андронович     | 05.07.1903 — 20.04.1994 | Комбайнёр Копанской МТС Ейского района Краснодарского края | 17.07.1951      | [ ГС 157 ] |
| 170        | Клинков Николай Петрович        | 19.12.1927 — 05.09.1987 | Бригадир совхоза «Приволье» Алексинского района Тульской области | 11.12.1973      | [ ГС 158 ] |
| 171        | Клиточенко Николай Николаевич   | 1911—1968               | Механик отделения зернового совхоза «Кагальницкий» Министерства совхозов СССР, Кагальницкий район Ростовской области                                                                                 | 05.03.1949      | [ ГС 159 ] |
| 172        | Клишов Николай Иванович         | 17.02.1927 — 17.08.2015 | Бригадир судовых электромонтажников судоремонтного завода «Красная кузница» Северного морского пароходства Министерства морского флота СССР, Архангельская область                                   | 20.07.1984      | [ ГС 160 ] |
| 173        | Клоков Николай Сергеевич        | 05.04.1928 — 07.01.2013 | Звеньевой механизированного звена колхоза «Победа» Солнцевского района Курской области | 31.12.1965      | [ ГС 161 ] |
| 174        | Клокова Мария Васильевна        | 06.09.1923 — ????       | Машинист расфасовочно-упаковочных автоматов Московского пищевого комбината Министерства пищевой промышленности РСФСР                                                                                 | 21.07.1966      | [ ГС 162 ] |
| 175        | Клопшин Яков Михайлович         | 09.04.1923 — 04.01.1992 | Бригадир электромонтажников управления «Севэлектромонтаж» треста «Гидроэлектромонтаж» Министерства энергетики и электрификации СССР, гор. Ленинград                                                  | 20.04.1971      | [ ГС 163 ] |
| 176        | Клочаный Василий Михайлович     | 1924 — ????             | Комбайнёр колхоза «Жовтнева революция» Городенковского района Ивано-Франковской области | 15.12.1972      |            |
| 177        | Клочев Борис Павлович           | 15.01.1928 — 10.07.2005 | Машинист башенного крана строительного управления № 418 Волгобалтстроя Государственного производственного комитета по транспортному строительству СССР, Вытегорский район Вологодской области        | 29.04.1965      | [ ГС 164 ] |
| 178        | Клочков Альберт Аркадьевич      | 16.07.1934 — 06.07.2015 | Слесарь Московского машиностроительного завода «Опыт» имени А. Н. Туполева Министерства авиационной промышленности СССР                                                                              | 13.06.1984      | [ ГС 165 ] |
| 179        | Клочков Тихон Иванович          | 1899 — ????             | Бригадир маляров-штукатуров строительного управления № 7 треста «Артёмшахтострой» Министерства строительства предприятий угольной промышленности Украинской ССР, Сталинская область                  | 26.04.1957      |            |
| 180        | Клочкова Валентина Алексеевна   | 06.07.1919 — ????       | Директор Моршанского районного промышленного комплекса по откорму скота, Тамбовская область | 08.04.1971      | [ ГС 166 ] |
| 181        | Клушев Манаш                    | 1908—1976               | Комбайнёр зернового совхоза имени Кирова Министерства совхозов СССР, Советский район Северо-Казахстанской области                                                                                    | 22.08.1951      | [ ГС 167 ] |
| 182        | Клыгин Николай Иванович         | 10.03.1933 — 22.01.2015 | Тракторист колхоза «Верный путь» Батецкого района Новгородской области | 05.11.1985      | [ ГС 168 ] |
| 183        | Клыч Ачил                       | 1905 — ????             | Старший чабан каракулеводческого совхоза «Самсоново» Министерства совхозов СССР, Ходжамбасский район Чарджоуской области                                                                             | 10.09.1952      |            |
| 184        | Клычев Иззат Назарович          | 10.10.1923 — 12.01.2006 | Председатель правления Союза художников Туркменской ССР, народный художник СССР, гор. Ашхабад | 08.10.1983      | [ ГС 169 ] |
| 185        | Клычев Назлы                    | 1917 — ????             | Председатель колхоза «Искра» Куня-Ургенчского района Ташаузской области | 14.12.1972      | [ ГС 170 ] |
| 186        | Клычев Пирнепес                 | 1904 — ????             | Звеньевой колхоза «Большевик» Куня-Ургенчского района Ташаузской области | 30.07.1951      | [ ГС 171 ] |
| 187        | Клычев Сапа                     | 1900 — ????             | Бригадир колхоза имени Тельмана Ильялинского района Ташаузской области | 30.06.1950      | [ ГС 172 ] |
| 188        | Клычева Курбан Дурсун           | 1920 — ????             | Звеньевая колхоза «Зарпчи» Марыйского района Марыйской области | 11.06.1949      | [ ГС 173 ] |
| 189        | Клычева Огульбайрам             | 1917 — ????             | Доярка колхоза «Ленинизм» Кизыл-Арватского района Чарджоуской области | 08.04.1971      | [ ГС 174 ] |
| 190        | Клычева Сапаргуль               | 1918 — ????             | Звеньевая колхоза имени Жданова Чарджоуского района Чарджоуской области | 05.04.1948      | [ ГС 175 ] |
| 191        | Клычниязов Сапар                | 1921 — ????             | Облицовщик-плиточник треста «Туркменхимстрой», гор. Красноводск Туркменской ССР | 11.08.1966      |            |
| 192        | Клычов Борджак                  | 03.1928 — ????          | Бригадир колхоза имени Калинина Саятского района Чарджоуской области | 08.04.1971      | [ ГС 176 ] |
| 193        | Клюбко Адам Адамович            | 21.03.1923 — 19.01.2008 | Звеньевой совхоза «Любанский» Любанского района Минской области | 30.04.1966      | [ ГС 177 ] |
| 194        | Клюев Виктор Владимирович       | 20.02.1925 — 25.12.1992 | Сталевар московского металлургического завода «Серп и Молот» Министерства чёрной металлургии СССР | 25.06.1974      | [ ГС 178 ] |
| 195        | Клюев Константин Иванович       | 04.03.1920 — 29.07.2009 | Газосварщик завода «Заря» Министерства химической промышленности СССР, гор. Дзержинск Горьковской области                                                                                            | 20.04.1971      | [ ГС 179 ] |
| 196        | Клюева Аграфена Сергеевна       | 06.07.1896 — 23.12.1979 | Заведующая фермой колхоза имени Будённого Ухтомского района Московской области | 07.04.1949      | [ ГС 180 ] |
| 197        | Клюева Евдокия Михайловна       | 1920 — ????             | Звеньевая Первухинского свеклосовхоза Министерства пищевой промышленности СССР, Богодуховский район Харьковской области                                                                              | 30.04.1948      | [ ГС 181 ] |
| 198        | Клюйков Кузьма Данилович        | 29.10.1891 — 08.06.1976 | Свинарь колхоза имени Кирова Муромского района Владимирской области | 17.06.1949      | [ ГС 182 ] |
| 199        | Клюк Анна Ильинична             | 1906 — ????             | Доярка колхоза имени Ленина Винниковского района Львовской области | 26.02.1958      | [ ГС 183 ] |
| 200        | Клюкин Алексей Петрович         | 1915 — 06.03.2000       | Начальник сталелитейного цеха Сталинградского тракторного завода имени Дзержинского Сталинградского совнархоза                                                                                       | 19.07.1958      | [ ГС 184 ] |
| 201        | Клюшкин Владимир Алексеевич     | 29.02.1924 — 14.02.1995 | Мастер Камского кабельного завода Министерства электротехнической промышленности СССР, гор. Пермь | 08.08.1966      | [ ГС 185 ] |
| 202        | Клява Антон Францевич           | род. 24.11.1933         | Звеньевой колхоза «Россия» Гродненского района Гродненской области | 23.06.1966      | [ ГС 186 ] |
| 203        | Клягин Михаил Сергеевич         | род. 14.08.1929         | Бригадир слесарей-монтажников Новомосковского специализированного монтажного управления треста «Союзпроммонтаж» Министерства монтажных и специальных строительных работ СССР, Тульская область       | 30.04.1980      | [ ГС 187 ] |
| 204        | Кнунянц Иван Людвигович         | 04.06.1906 — 21.12.1990 | Заведующий лабораторией фторорганических соединений Института элементоорганических соединений Академии наук СССР, академик АН СССР гор. Москва                                                       | 03.06.1966      | [ ГС 188 ] |
| 205        | Кнутарёва Ольга Павловна        | 06.09.1926 — 27.06.2010 | Доярка совхоза «Россия» Сосновского района Челябинской области | 22.03.1966      | [ ГС 189 ] |
| 206        | Кныш Николай Самойлович         | 22.04.1935 — 10.10.1995 | Бригадир комплексной проходческой бригады Восточного горно-обогатительного комбината Министерства среднего машиностроения СССР, Днепропетровская область                                             | 26.04.1971      | [ ГС 190 ] |
| 207        | Кнышевич Пелагея Максимовна     | 06.05.1926 — 25.12.2008 | Звеньевая колхоза «Здобуток Жовтня» Овручского района Житомирской области | 08.04.1971      | [ ГС 191 ] |
| 208        | Князев Пётр Петрович            | 1920—1974               | Электрослесарь Кизеловской ГРЭС № 3 имени С. М. Кирова Министерства энергетики и электрификации СССР, Пермская область                                                                               | 20.04.1971      | [ ГС 192 ] |
| 209        | Князева Ольга Михайловна        | 1915 — ????             | Телятница колхоза имени Ленина Собинского района Владимирской области | 22.03.1966      |            |
| 209.000006 | Князева Раиса Семёновна         | 01.09.1928 — 19.03.2020 | Звеньевая колхоза «Революция» Панинского района Воронежской области | 07.05.1948      | [ ГС 193 ] |
| 210        | Князькин Иван Петрович          | 03.06.1922 — 12.10.1989 | Газосварщик Челябинского тракторного завода имени В. И. Ленина Министерства тракторного и сельскохозяйственного машиностроения СССР                                                                  | 05.04.1971      | [ ГС 194 ] |

| Навигационная таблица | Навигационная таблица |
| --------------------- | --------------------- |
| «К»                   | Кабаидзе — Капычина   |
| «К»                   | Кара — Каюшкина       |
| «К»                   | Квакуша — Киптев      |
| «К»                   | Киракосян — Князькин  |
| «К»                   | Кобаидзе — Колядо     |
| «К»                   | Команов — Корякина    |
| «К»                   | Косарев — Коюнлиев    |
| «К»                   | Кравец — Ксоврели     |
| «К»                   | Куандыков — Кулян     |
| «К»                   | Кумаков — Кяяник      |